# Белл, Кирстен
Кирстен Белл (англ. Kierstan Bell; родилась 16 марта 2000 года в Аллайансе, штат Огайо, США) — американская профессиональная баскетболистка, выступающая в женской национальной баскетбольной ассоциации за команду «Лас-Вегас Эйсес», которым и была выбрана на драфте ВНБА 2022 года в первом раунде под общим одиннадцатым номером. Играет на позиции атакующего защитника.

## Ранние годы
Кирстен Белл родилась 16 марта 2000 года в городке Аллайанс (штат Огайо) в семье Перри Белла и Аманды Хуббс, у неё есть сестра, Серенити, а училась в соседнем городе Кантон в средней школе Кантон-Маккинли, в которой играла за местную баскетбольную команду.